# Sendais tunnelbana

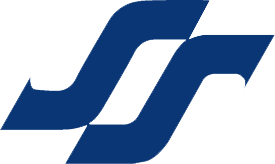
Logotyp

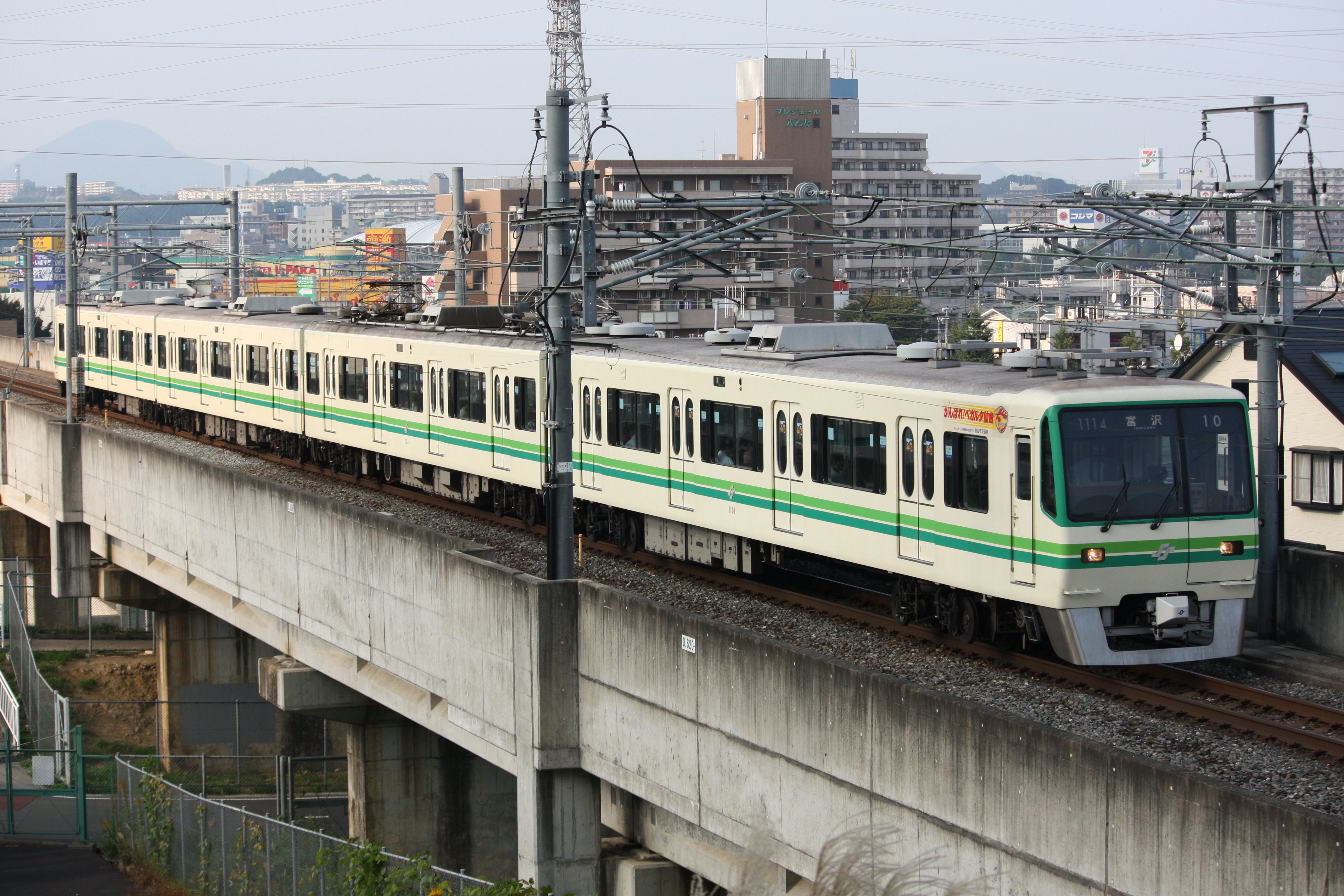
Tunnelbanetåg i Sendai

Sendais tunnelbana (japanska: 仙台市地下鉄?, Sendai-shi Chikatetsu) är ett tunnelbanesystem i Sendai, Japan. Den drivs av det kommunala transportförvaltningen Sendai-shi Kōtsūkyoku (Sendai City Transportation Bureau). Systemet består av två linjer.

## Linjer
| Symbol | Namn           | Betydelse         | Första delen öppnad | Senaste delen öppnad | Längd   | Stationer | Spårvidd |
| ------ | -------------- | ----------------- | ------------------- | -------------------- | ------- | --------- | -------- |
| N      | Namboku-linjen | "Syd-nord-linjen" | Juli 1987           | Juli 1992            | 14,8 km | 17        | 1 067 mm |
| T      | Tōzai-linjen   | "Öst-väst-linjen" | December 2015       | December 2015        | 13,9 km | 13        | 1 435 mm |

Tōzai-linjen går upp till Yagiyama Zoo, har stigning på upp till 57‰ och drivs med linjärmotor.